# Nusatidia camouflata
Nusatidia camouflata är en spindelart som beskrevs av Christa L. Deeleman-Reinhold 200. Nusatidia camouflata ingår i släktet Nusatidia och familjen säckspindlar.
Artens utbredningsområde är Thailand. Inga underarter finns listade i Catalogue of Life.